# Reeller projektiver Raum
Ein reeller projektiver Raum ist in der Mathematik der projektive Raum eines reellen Vektorraumes, welcher als Punkte sämtliche reelle Ursprungsgeraden (eindimensionale Untervektorräume) von diesem enthält. {\displaystyle \mathbb {R} P^{n}} notiert dabei den projektiven Raum von {\displaystyle \mathbb {R} ^{n+1}} und wird {\displaystyle n}-ter reeller projektiver Raum genannt. Ein reeller projektiver Raum ist ein Spezialfall einer Graßmann-Mannigfaltigkeit durch {\displaystyle \mathbb {R} P^{n}=\operatorname {Gr} _{1}(\mathbb {R} ^{n+1})}.

## Konstruktion

Darstellung der reellen projektiven Ebene, bei der die roten und blauen Seiten entsprechend der durch die Pfeile gegebenen Orientierung miteinander identifiziert werden.

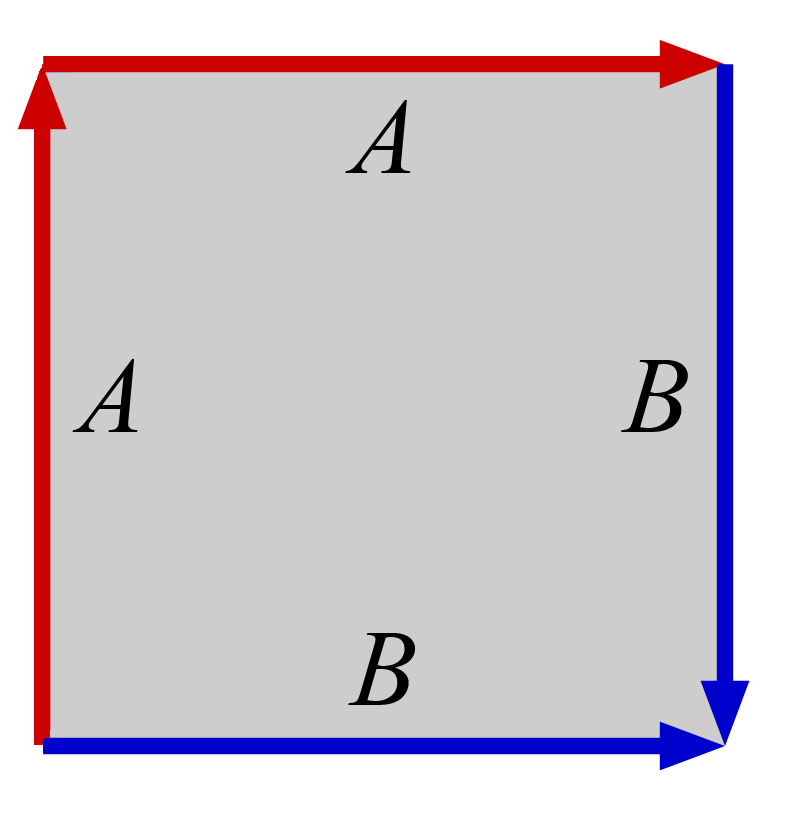
Alternative Darstellung der reellen projektiven Ebene

Auf dem reellen euklidischen Raum {\displaystyle \mathbb {R} ^{n+1}\setminus \{0\}} ohne Ursprung ist die Relation {\displaystyle x\sim y}, wenn es einen reellen Skalar {\displaystyle \lambda \in \mathbb {R} \setminus \{0\}} mit {\displaystyle x=\lambda y} gibt, eine Äquivalenzrelation. {\displaystyle \mathbb {R} P^{n}} ist der Faktorraum von {\displaystyle \mathbb {R} ^{n+1}\setminus \{0\}} unter dieser Äquivalenzrelation. Die Äquivalenzklasse einer Koordinate {\displaystyle (x_{0},\ldots ,x_{n})\in \mathbb {R} ^{n+1}\setminus \{0\}} wird als {\displaystyle [x_{0}:\ldots :x_{n}]\in \mathbb {R} P^{n}} notiert. Dieser Raum ist eine (reelle) Mannigfaltigkeit, was an der alternativen Definition durch die eindimensionalen Untervektorräume von {\displaystyle \mathbb {R} ^{n+1}}, also als Graßmann-Mannigfaltigkeit {\displaystyle \mathbb {R} P^{n}=\operatorname {Gr} _{1}(\mathbb {R} ^{n+1})}, erkennbar ist. Dabei gilt:
{\displaystyle \dim _{\mathbb {R} }\mathbb {R} P^{n}=n.}
Eine alternative Konstruktion ist die Einschränkung auf die Sphären {\displaystyle S^{n}\subset \mathbb {R} ^{n+1}\setminus \{0\}} und {\displaystyle S^{0}\subset \mathbb {R} \setminus \{0\}} bei der Betrachtung dieser Äquivalenzrelation. Dadurch ergibt sich ein Faserbündel:
{\displaystyle S^{0}\rightarrow S^{n}\rightarrow \mathbb {R} P^{n}.}
Da die Faser {\displaystyle S^{0}\cong \mathbb {Z} _{2}} diskret ist, ist die Abbildung {\displaystyle S^{n}\rightarrow \mathbb {R} P^{n}} eine doppelte Überlagerung.

## Niedrigdimensionale Beispiele
- {\displaystyle \mathbb {R} P^{0}} ist der einpunktige Raum.
- {\displaystyle \mathbb {R} P^{1}} wird reelle projektive Linie genannt und ist homöomorph zur {\displaystyle 1}-Sphäre {\displaystyle S^{1}}.[3] Die zusammen mit der kanonischen Projektion {\displaystyle \mathbb {R} ^{2}\rightarrow \mathbb {R} P^{1}} erzeugte Abbildung {\displaystyle \mathbb {R} ^{2}\supset S^{1}\rightarrow S^{1}\cong \mathbb {R} P^{1}} zwischen Sphären ist die reelle Hopf-Faserung {\displaystyle h_{\mathbb {R} }}.[4]
- {\displaystyle \mathbb {R} P^{2}} wird reelle projektive Ebene genannt. Ihre Immersion in {\displaystyle \mathbb {R} ^{3}} ist bekannt als Boysche Fläche und es gibt eine Einbettung in {\displaystyle \mathbb {R} ^{4}}. Das Problem von Immersion und Einbettung des reellen projektiven Raumes {\displaystyle \mathbb {R} P^{n}} ist bereits gut untersucht.[5]
- {\displaystyle \mathbb {R} P^{3}} ist diffeomorph zur Drehgruppe {\displaystyle \operatorname {SO} (3)} und besitzt daher eine Gruppenstruktur.[6] Die doppelte Überlagerung {\displaystyle S^{3}\rightarrow \mathbb {R} P^{3}} ist dabei topologisch zugrundeliegend für die doppelte Überlagerung {\displaystyle \operatorname {Spin} (3)\rightarrow \operatorname {SO} (3)}. (Entsprechend ist {\displaystyle S^{3}} diffeomorph zur Spingruppe {\displaystyle \operatorname {Spin} (3)} und besitzt daher ebenfalls eine Gruppenstruktur.)

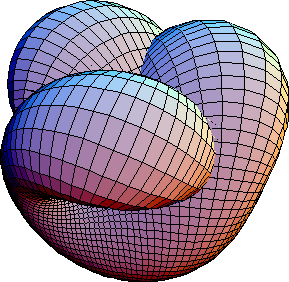
Bryant–Kusner-Parametrisierung der Boyschen Fläche

## Eigenschaften
- Jede stetige Abbildung {\displaystyle \mathbb {R} P^{n}\rightarrow \mathbb {R} P^{n}} mit {\displaystyle n} gerade hat einen Fixpunkt (also {\displaystyle \mathbb {R} P^{n}} die Fixpunkteigenschaft für {\displaystyle n} gerade).[7][8] Für {\displaystyle n} ungerade gilt dies nicht, da dann die Abbildung {\displaystyle \mathbb {R} P^{n}\rightarrow \mathbb {R} P^{n},[x_{0}:x_{1}:....:x_{n-1}:x_{n}]\mapsto [x_{1}:-x_{0}:....:x_{n}:-x_{n-1}]} keinen Fixpunkt hat.[8]
- Die reelle projektive Ebene {\displaystyle \mathbb {RP} ^{2}} ist der Moore-Raum {\displaystyle M(\mathbb {Z} _{2},1)}. Ihre {\displaystyle n}-fache Einhängung {\displaystyle \Sigma ^{n}\mathbb {R} P^{2}} ist daher der Moore-Raum {\displaystyle M(\mathbb {Z} _{2},n+1)}.
- Die kleinste natürliche Zahl {\displaystyle k\in \mathbb {N} }, sodass {\displaystyle \mathbb {R} P^{n}} mit {\displaystyle n\neq 1,3,7} eine Einbettung in {\displaystyle \mathbb {R} ^{k-1}} besitzt, ist genau die topologische Komplexität {\displaystyle \operatorname {TC} (\mathbb {R} P^{n})} (mit der Konvention {\displaystyle \operatorname {TC} (\{*\})=1}).[9]
- Für {\displaystyle n=1,3,7} ist {\displaystyle \operatorname {TC} (\mathbb {R} P^{n})=n+1}.[9]

## CW-Struktur
Der reelle projektive Raum {\displaystyle \mathbb {R} P^{n}} ist ein CW-Komplex. {\displaystyle \mathbb {R} P^{n}} entsteht aus {\displaystyle \mathbb {R} P^{n-1}} durch Anklebung einer {\displaystyle n}-Zelle. Da {\displaystyle \mathbb {R} P^{0}} aus einer {\displaystyle 0}-Zelle besteht, hat die CW-Struktur auf {\displaystyle \mathbb {R} P^{n}} daher eine Zelle in jeder Dimension {\displaystyle k} von {\displaystyle 0\leq k\leq n}.

## Algebraische Topologie

### Homotopie
Die Homotopiegruppen des reellen projektiven Raumes {\displaystyle \mathbb {R} P^{n}} lassen sich über die lange exakte Sequenz von Homotopiegruppen des Faserbündels {\displaystyle S^{0}\rightarrow S^{n}\rightarrow \mathbb {R} P^{n}} berechnen und sind gegeben durch:
{\displaystyle \pi _{k}(\mathbb {R} P^{n})={\begin{cases}0&;k=0\\\mathbb {Z} &;k=1,n=1\\\mathbb {Z} _{2}&;k=1,n>1\\\pi _{k}(S^{n})&;k>1,n>0\end{cases}}.}

### Homologie
Die Homologiegruppen des reellen projektiven Raumes {\displaystyle \mathbb {R} P^{n}} lassen sich über zelluläre Homologie aus dessen CW-Struktur berechnen und sind gegeben durch:
{\displaystyle H_{k}(\mathbb {R} P^{n})\cong {\begin{cases}\mathbb {Z} &;k=0{\text{ oder }}k=n{\text{ wenn ungerade}}\\\mathbb {Z} _{2}&;k{\text{ ungerade}},0<k<n\\1&;{\text{sonst.}}\end{cases}}.}
Es ist also {\displaystyle H_{n-1}(\mathbb {R} P^{n})\cong \mathbb {Z} _{2}} für {\displaystyle n} gerade und {\displaystyle H_{n-1}(\mathbb {R} P^{n})\cong 1} für {\displaystyle n} ungerade. Daraus folgt, dass {\displaystyle \mathbb {R} P^{n}} genau dann orientierbar ist, wenn {\displaystyle n} ungerade ist.

### Kohomologie
Die Kohomologiegruppen des reellen projektiven Raumes {\displaystyle \mathbb {R} P^{n}} sind gegeben durch:
{\displaystyle H^{k}(\mathbb {R} P^{n})\cong {\begin{cases}\mathbb {Z} &;k=0{\text{ oder }}k=n{\text{ wenn ungerade}}\\\mathbb {Z} _{2}&;k{\text{ ungerade}},0<k<n\\1&;{\text{sonst.}}\end{cases}}.}
Für den Kohomologiering gilt:
{\displaystyle H^{*}(\mathbb {R} P^{n};\mathbb {Z} _{2})=\mathbb {Z} _{2}[w_{1}]/(w_{1}^{n+1}),}
wobei {\displaystyle w_{1}} die erste Stiefel–Whitney-Klasse ist.

## K-Theorie

### Tautologisches Linienbündel
Es gibt ein kanonisches Linienbündel über dem reellen projektiven Raum {\displaystyle \mathbb {R} P^{n}}, da dessen Punkte per Konstruktion aus eindimensionalen Untervektorräumen bestehen, definiert durch:
{\displaystyle \gamma _{\mathbb {R} }^{1,n}:=\{(x,V)\in \mathbb {R} ^{n+1}\times \mathbb {R} P^{n}|x\in V\}}
{\displaystyle \pi _{\mathbb {R} }^{1,n}\colon \gamma _{\mathbb {R} }^{1,n}\rightarrow \mathbb {R} P^{n},(x,V)\mapsto V.}
Das ist ein Spezialfall des tautologischen Vektorbündels über Graßmann-Mannigfaltigkeiten.

### Tangentialbündel
Für das Tangentialbündel des reellen projektiven Raumes {\displaystyle \mathbb {R} P^{n}} gilt:
{\displaystyle T\mathbb {R} P^{n}\oplus {\underline {\mathbb {R} }}\cong (\gamma _{\mathbb {R} }^{1,n})^{n+1}.}

## Unendlicher reeller projektiver Raum
Die kanonische Inklusion {\displaystyle \mathbb {R} ^{n+1}\hookrightarrow \mathbb {R} ^{n+2},x\mapsto (x,0)} erzeugt eine wohldefinierte kanonische Inklusion {\displaystyle \mathbb {R} P^{n}\hookrightarrow \mathbb {R} P^{n+1},[x]\mapsto [(x,0)]}. Der direkte Limes dieser Kette an Inklusionen wird als:
{\displaystyle \mathbb {R} P^{\infty }:=\lim _{n\rightarrow \infty }\mathbb {R} P^{n}}
bezeichnet und unendlicher reeller projektiver Raum genannt.
Das obige Faserbündel {\displaystyle S^{0}\rightarrow S^{n}\rightarrow \mathbb {R} P^{n}} erzeugt durch direkten Limes ein Faserbündel {\displaystyle S^{0}\rightarrow S^{\infty }\rightarrow \mathbb {R} P^{\infty }}. Da die unendlichdimensionale Sphäre {\displaystyle S^{\infty }} zusammenziehbar ist (also alle Homotopiegruppen verschwinden), folgt aus der langen exakten Sequenz von Homotopiegruppen für die des unendlich reellen projektiven Raumes {\displaystyle \mathbb {R} P^{\infty }}:
{\displaystyle \pi _{k}(\mathbb {R} P^{\infty })\cong \pi _{k-1}(S^{0})={\begin{cases}\mathbb {Z} _{2}&;k=1\\1&;{\text{sonst.}}\end{cases}}.}
Die CW-Struktur überträgt sich ebenfalls durch den direkten Limes, sodass der unendliche reelle projektive Raum {\displaystyle \mathbb {R} P^{\infty }} eine CW-Struktur mit einer Zelle in jeder Dimension hat.
Das tautologische Linienbündel lässt sich durch den direkten Limes {\displaystyle \gamma _{\mathbb {R} }^{1}:=\lim _{n\rightarrow \infty }\gamma _{\mathbb {R} }^{1,n}} über die kanonischen Inklusionen {\displaystyle \gamma _{\mathbb {R} }^{1,n}\hookrightarrow \gamma _{\mathbb {R} }^{1,n+1},(x,V)\mapsto ((x,0),V\times \{0\})} auf {\displaystyle \mathbb {R} P^{\infty }} fortsetzen und ist ein Spezialfall eines universellen Vektorbündels. Die Namensgebung kommt daher, dass sich jedes reelle Linienbündel als zurückgezogenes Vektorbündel aus diesem erhalten lässt, also für jedes reelle Linienbündel {\displaystyle \pi \colon E\rightarrow B} mit {\displaystyle B} parakompakt (bis auf Homotopie) eine klassifizierende Abbildung {\displaystyle f\colon B\rightarrow \mathbb {R} P^{\infty }} existiert, sodass {\displaystyle \pi =f^{*}\pi _{\mathbb {R} }^{1}}. Es gibt daher eine Isomorphie von Mengen:
{\displaystyle \operatorname {Vect} _{\mathbb {R} }^{1}(B)\cong [B,\mathbb {R} P^{\infty }].}
Etwa ist der Rückzug des universellen Vektorbündels {\displaystyle \gamma _{\mathbb {R} }^{1}} entlang der kanonischen Inklusion {\displaystyle \mathbb {R} P^{n}\hookrightarrow \mathbb {R} P^{\infty }} (also {\displaystyle B=\mathbb {R} P^{n}}) wieder das tautologische Linienbündel {\displaystyle \gamma _{\mathbb {R} }^{1,n}}.
{\displaystyle \mathbb {R} P^{\infty }} ist {\displaystyle \operatorname {BO} (1)}, der klassifizierende Raum von {\displaystyle \operatorname {O} (1)}, der ersten orthogonalen Gruppe, und dadurch ebenso {\displaystyle K(\mathbb {Z} _{2},1)}, der erste Eilenberg–MacLane-Raum von {\displaystyle \pi _{0}\operatorname {O} (1)\cong \mathbb {Z} _{2}} wie oben bereits gezeigt. Das bedeutet, dass {\displaystyle \mathbb {R} P^{\infty }} die erste singuläre Kohomologie mit Koeffizienten in {\displaystyle \mathbb {Z} _{2}} darstellt (vergleiche mit dem Brownschen Darstellungssatz), also für topologische Räume {\displaystyle B} mit dem Homotopietyp eines CW-Komplexes (also insbesondere parakompakt) sogar spezieller gilt:
{\displaystyle \operatorname {Vect} _{\mathbb {R} }^{1}(B)\cong [B,\mathbb {R} P^{\infty }]\cong H^{1}(B;\mathbb {Z} _{2}).}
Dabei ist der Isomorphismus (Homomorphismus, falls {\displaystyle B} nicht vom Homotopietyp eines CW-Komplexes ist) durch die erste Stiefel–Whitney-Klasse {\displaystyle w_{1}\colon \operatorname {Vect} _{\mathbb {R} }^{1}(B)\rightarrow H^{1}(B;\mathbb {Z} _{2})} gegeben.
Der Kohomologiering des unendlich reellen projektiven Raumes {\displaystyle \mathbb {R} P^{\infty }} mit Koeffizienten in {\displaystyle \mathbb {Z} _{2}} ist gegeben durch:
{\displaystyle H^{*}(\mathbb {R} P^{\infty };\mathbb {Z} _{2})=\mathbb {Z} _{2}[w_{1}],}
wobei {\displaystyle w_{1}} die erste Stiefel–Whitney-Klasse ist. Das folgt direkt aus dem allgemeineren Resultat für den klassifizierenden Raum von {\displaystyle \operatorname {O} (n)}:
{\displaystyle H^{*}(\operatorname {BO} (n);\mathbb {Z} _{2})=\mathbb {Z} _{2}[w_{1},\ldots ,w_{n}].}